# Ptilorrhoa castanonota
La zordala dorsicastaña (Ptilorrhoa castanonota) es una especie de ave paseriforme de la familia Psophodidae propia de Nueva Guinea y algunas islas menores aledañas.

## Distribución y hábitat
Se encuentra únicamente en la isla de Nueva Guinea, y las vecinas Yapen y Batanta. Sus hábitats naturales son los bosques bajos húmedos tropicales de los montes y faldas de las montañas.